# Xã Nimishillen, Quận Stark, Ohio
Xã Nimishillen (tiếng Anh: Nimishillen Township) là một xã thuộc quận Stark, tiểu bang Ohio, Hoa Kỳ. Năm 2010, dân số của xã này là 9.652 người.